# Осигурителен риск
Риск' е вероятността от настъпване на определено събитие.
Осигурителен риск – вероятността от настъпване на определено събитие, свързано с необходимост от получаване на допълнителни финансови средства.
1. случаен характер може да настъпи, но може и да не настъпи за отделния индивид
2. обективен характер не зависи от ролята и характера на субекта
3. единичен (конкретен) характер касае отделен индивид
4. осигурителния риск е опознаваемо събитие може да се измери и да даде стойност
Характерна черта по принцип е с неблагоприятни последици, но раждането на дете е от благоприятно значение.
Видове социални рискове:
1) от гледна точка на сферата на проявление
- трудови
- нетрудови
2) според мащаба на проявление
- единичен риск пример: майчинство
- общ риск пример: епидемия
3) от гледна точка на финансовите отношения, които пораждат
- чист риск, който се има предвид при формирането на финансови баланси, но който не се случва, естествено неговото влияние има позитивен характер върху състоянието на осигурителния фонд
- спекулативен предизвиква се умишлено с оглед облагодетелстване, симулативна злополука, инвалидност
4) от гледна точка на институцията
- неприемлив
- приемлив
2. Изравняване на осигурителните рискове
4 признака: 1) осигурители (работодатели)
2) осигурени
3) време
4) място
Между четирите признака съществува СОЛИДАРНОСТ.
Социалното осигуряване действа на принципа на солидарност и е налице изравняване на осигурителни рискове.
По отделни работодатели (осигурители) различни фирми имат различни професионални рискови характеристики, което предполага потребност от диференциране на плащанията към осигурителния фонд. На практика обаче или се прави много по-крупна диференциация или се заплаща еднакъв процент към осигурителния дох/од, така че в недостатъчна степен се отчитат различията по отделните работодатели при формирането на средствата във фонда. Плащания от фонда обаче се извършват до размера на натрупаните средства, но само към онези работодатели, чийто осигурителни рискове са се сбъднали.
3. Осигурителни плащания плащания от осигурителна институция към осигурени лица по повод на възникването на осигурителни рискове